# José Ortega y Gasset
José Ortega y Gasset, španski filozof, esejist in literarni kritik, * 9. maj 1883, Madrid, Španija, † 18. oktober 1955, Madrid.
Bil je vodilni predstavnik teorije perspektivizma in teorije vitalnega in zgodovinskega razuma, umeščenih v obdobje novecentizem (šp. Novecentismo, od približno 1890 do prve svetovne vojne).

## Življenje
José Ortega y Gasset je bil vnuk novinarja Eduarda Gasseta y Artimeja, ustanovitelja časopisa El Imparcial, ki ga je vodil kasneje avtorjev oče José Ortega Munilla.
Doktoriral je iz filozofije v Madridu leta 1904, s tezo z naslovom Strahovi leta tisoč: Kritika neke legende in študiral kasneje na različnih nemških univerzah, predvsem v Marburgu. Med letoma 1910 in 1916 je bil redni profesor metafizike na Univerzi v Madridu, kjer je ustanovil tudi svojo filozofsko šolo. Leta 1914 je ustanovil revijo España in vanjo pisal politične članke. Leta 1916 je postal član Akademije za družbene in politične vede, leta 1931 pa še član in organizator gibanja Agrupación por la defensa de la república (Združenje za obrambo republike).
Po razglasitvi Druge španske republike 14. aprila 1931 je postal poslanec v španskem parlamentu.
Ko se je začela španska državljanska vojna julija 1936, je bil Ortega doma bolan, le tri dni po začetku vojne je prišlo na njegov dom nekaj komunistov, oboroženih s pištolami, ki so zahtevali, da podpiše peticijo proti udaru generala Francisca Franca, v korist republikanske vlade. Ortega jih je zavrnil, njegovi hčeri Soledad pa je uspelo doseči kompromis v pogovoru z njimi, o katerem je pozneje dejala, da "je bil zelo napet". Napisano je bilo novo, krajše in manj politično besedilo, ki ga je Ortega skupaj z Gregoriem Marañónom, Ramónom Pérezom de Ayalom in drugimi intelektualci končno podpisal. V članku z naslovom V zvezi s pacifizmom, ki ga je pisal v izgnanstvu, je Ortega sam razložil te dogodke.
V istem mesecu je s pomočjo brata Eduarda, ki je bil blizu levičarski politični skupini, kljub hudi bolezni pobegnil iz Španije in odšel v izgnanstvo, najprej v Pariz, nato na Nizozemsko in v Argentino, do leta 1942, ko se je preselil v Lizbono. Od leta 1945 je bil pogosto v Španiji, vendar ni mogel dobiti nazaj mesta univerzitetnega profesorja. Ustanovil je Inštitut za humanistične študije in tam predaval. Vse do svoje smrti leta 1955 je pogosto potoval v tujino, posebej v Nemčijo, Švico in ZDA, kjer so priznavali njegovo delo in ga objavljali.
José Ortega y Gasset je zelo vplival na sodobno špansko filozofijo, književnost in politične vede, ne le s filozofskimi temami, temveč tudi zaradi jasnega literarnega sloga, s katerim je vedno dosegel širšo javnost.

## Zgodovinski okvir
V času Ortegovega življenja so se zvrstile v Španiji različne oblike države: rodil se je v času vladavine kralja Alfonza XII. Burbonskega, doživel je parlamentarno demokracijo, diktaturo Miguela Prima de Rivere, državljansko vojno, (prostovoljno) izgnanstvo in diktaturo Francisca Franca.
Leta 1885, po smrti kralja Alfonza XII., se je začela faza regentstva kraljeve druge žene, Maríe Cristine. V tem obdobju se je razvil politični sistem izmenjave med liberalci in konservativci, ki ga je predlagal Antonio Cánovas del Castillo; to je bilo obdobje rasti in razvoja, vendar tudi velike politične korupcije. Leta 1898 se je zgodila tako imenovana "katastrofa leta 98" (desastre del 98), tj. izguba španskih kolonij na Kubi, v Portoriku in na filipinskih otokih. Ti dogodki so skupaj s politično krizo sprožili gibanje regeneracionizem (šp. regeneracionismo, od regenerirati), ki je predlagalo ideološki in politični preporod države kot osnovo za kasnejšo gospodarsko reformo.
Ortega pa se ne istoveti zgolj z regeneracionizmom in pripada pravzaprav generaciji 1914 oziroma novecentizmu, ki je imel manj črnoglede nazore v primerjavi z intelektualci leta 98.
Leta 1923 je stotnik Miguel Primo de Rivera s podporo kralja Alfonza XIII. izvedel državni udar. Njegov namen je bil končati vojno v španskem protektoratu v severnem Maroku, ki se je spreminjala v grobišče španskih vojakov (zlasti s pobojem v Annualu leta 1921); ob vojni in revščini je prišlo do vzpona socializma, seveda tudi pod vplivom ruske revolucije leta 1917.
Gospodarska kriza se je dramatično zaostrila leta 1929, nasilno zatiranje delavcev in intelektualcev in neusklajenost med buržoazijo in diktaturo sta avgusta 1930 združila vso opozicijo v tako imenovani Pakt San Sebastiána. Po odstopu Prima de Rivere, vlada Dámasa Berenguerja ni storila ničesar, podaljšala je le razpadanje sistema. Obrat se je zgodil leta 1931, na dan občinskih volitev, kralj se je odločil za izgnanstvo ter v pričakovanju zmage republikancev zapustil Španijo. 14. aprila 1931 je bila razglašena Druga španska republika.
Druga republika se je začela s fazo dvoletne levičarske vlade (1931-1933), ki je prinesla številne reforme vseh vrst, tej fazi je sledila desničarska vlada CEDA (Confederación Española de Derechas Autónomas) med 1934 in 1936, ki je ukinila prejšnje reforme in se lotila ukrepov proti revolucionarnim poskusom, npr. v Asturiji leta 1934.
Februarja 1936 so se levičarske stranke združile v Ljudsko fronto, ki je bila zasnovana kot protifašistično gibanje. Ta naj bi uradno vladala od leta 1936 do 1939, toda 17. julija 1936 se je zgodil državni udar, ki je pripeljal do španske državljanske vojne. Zmaga uporniških, protidemokratičnih sil pod vodstvom generala Franca je pomenila vzpostavitev vojaške diktature, ki je trajala do leta 1975.
Španska državljanska vojna, ki so se je udeležili Tretji rajh, Mussolinijeva Italija in Sovjetska zveza, je predstavljala nekakšno generalko za drugo svetovno vojno, tako v ideološkem kot v vojaškem smislu.

## Ortegova filozofija
Na začetku dvajsetega stoletja obstajata v evropski filozofiji dve smeri: vitalizem in historizem. Vitalizem (Henri Bergson) trdi, da bistva realnosti ni možno zreducirati na čisti um, temveč da temelji na izvirnem načelu, to je na življenju. Historizem, ki izvira iz Nemčije (Leopold von Ranke), poudarja pomen zgodovine: človek je produkt zgodovine in se razvije v daljšem časovnem obdobju. Kot posledica teh dveh mišljenj se v Ortegovi filozofiji pojavita dva osrednja koncepta: "življenjski um" (razón vital) in "zgodovinski um" (razón histórica).
V Španiji so pridobile poseben pomen ideje nemškega misleca Karla Christiana Friedricha Krausa, ki je bil celo odmevnejši od Kanta. "Krausismo" ("krausizem") postane v Španiji kot tudi v špansko govoreči Ameriki vplivno kulturno gibanje obnove. Glavni predstavnik je bil Francisco Giner de los Ríos, ki je deloval v ugledni Institución Libre de Enseñanza (libre v smislu laične izobraževanle ustanove) leta 1876. Institucija se ja kaj kmalu kritično distancirala od (takrat še) močne in dogmatične španske katoliške cerkve.
Po porazu v vojni proti ZDA za nadzor nad Kubo se je razširil pesimističen pogled na špansko sedanjost. Razpad kolonijalnih posesti je za intelektualce razlog globoke moralne krize. Skrb za Španijo in njeno izgubljeno vlogo v svetu je glavna tema generacije leta 1898 (Generación del 98). Tej generaciji pripada Miguel de Unamuno, mislec, ki v svojem delu obravnava Kierkegaardovo filozofijo, ki je bila v Evropi še skorajda neznana. 
Med letoma 1906 in 1912 sta se Unamuno in Ortega soočila v polemiki o evropeizaciji Španije ali hispanizaciji Evrope. Ortegova misel je bila, da je Španija "problem", Evropa pa "rešitev", kar je vidno v njegovem slavnem stavku, ki bo vztrajno odmeval skozi vse dvajseto stoletje vse do vstopa Španije v Evropsko skupnost leta 1986:
Španija je problem, Evropa rešitev.— —Ortega y Gasset, Herencia viva de Costa, 1911.
Cilj Ortegove filozofije je najti "temeljno bit" (el Ser fundamental) sveta, ki se razlikuje od "danosti" (izraz, ki se nanaša na vsebino naše zavesti = tisto, kar "je dano" v naši zavesti). Vsebina zavesti je fragmentarna in ni primerna, da bi razložila smisel sveta in obstoja. Smisel najdemo le v temeljni biti ali v celoti (el todo). Filozofija je pri Ortegi vezana z besedo okoliščina (cirscunstancia), kar je razvidno v njegovem osrednjem geslu:
Jaz sem jaz in moja okoliščina, in če je ne bi rešil, se ne bi rešil niti jaz.— —Ortega y Gasset, Meditaciones del Quijote, 1914.
V razpravi El tema de nuestro tiempo (Vsebina našega časa, 1923) in nadalnjih delih razvije Ortega tako imenovano teorijo "raciovitalizma" (raciovitalismo), ki vidi znanje, nabrano v celem življenju konkretnega posameznika, kot "radikalno resničnost": bistvena sestavina raciovitalizma je um in življenje je radikalna realnost (realidad radical). 
Ortega poimenuje "vitalni um" tisto vrsto uma, ki se v življenju, katerega neločljiva sestavina je, nenehno razvija.
Perspektivizem
Perspektivizem ali "doktrina pogleda" je filozofska doktrina, ki trdi, da sta dojemanje in pojmovanje v celoti subjektivna. Vsak posameznik gleda iz nekega določenega zornega kota. Po Ortegovem mišljenju je perspektiva podoba, ki jo realnost zadobi pri posamezniku. Ta ideja pa ne spada v subjektivizem, saj Ortega trdi le, da ima vsak posameznik svoj osebni dostop do realnosti in torej do svojega dela resnice, ki je lahko celo v nasprotju z resnico ostalih.
Absolutna resnica bi lahko bila vsota vseh posameznih perspektiv.
Vitalni um
Vitalni um je ključno načelo raciovitalizma:
Ortegov vitalni um bi nadomestil čisti um oz. raison pure filozofske tradicije Renéja Descartesa (reine Vernunft pri Immanuelu Kantu). 
Vitalni um združi vse zahteve življenja, upošteva posebnost vsake kulture ali vsakega predmeta in uskladi racionalnost z življenjem.
Okoliščina
Bit sveta (gnoseološki pogoj realnosti) ni niti duša niti snov, temveč perspektiva, saj se nam struktura realnosti predstavlja kot perspektiva iz določenih in mnogovrstnih zornih kotov. Edini način, da se približamo realnosti sveta, je sprejemanje mnogoterosti teh perspektiv, ki jih ni mogoče zreducirati. Perspektiva je vedno vezana na neko določeno okoliščino, predvsem zgodovinsko, v kateri človek živi. Zaradi tega trdi Ortega, da smo pravzaprav circunstanciales (odvisni od okoliščin). Ko se bomo tega zavedli, bomo lažje pozabili na hieratične vrline, ki razglašajo oz. narekujejo večne perspektive, ali se jim izognili. Kdor filozofira in se zaveda svojih okoliščin, lahko odkrije, da je obstoj večnih perspektiv nemogoč.
Poleg okoliščin in perspektiv obstaja še tretja dimenzija realnosti: "jaz" (el yo), ker jaz nisem zgolj sestavina okoliščin; jaz nisem njihov pasivni element, ker lahko oblikujem svoje življenje in svoj človeški načrt. Okoliščina per se še nima pomena, pridobi pa temeljitost (radicalidad), ko jo povežemo s subjektom, ki jo doživlja. Torej, moje življenje je radikalna realnost in samega sebe spoznam, ko se zavem, da "jaz sem jaz, skupaj s svojimi okoliščinami" (yo soy yo y mi circunstancia).
Kategorije življenja
Pod geslom kategorije življenja Ortega določa koncepte, ki izražajo izjemne značilnosti življenja:
1. Živeti je predvsem nahajati se v svetu: "zavedam se sebe, sveta in sebe v svetu".
2. Na svetu pa se ne nahajamo brezpredmetno, temveč konkretno: ukvarjamo se z nečim. "Jaz se ukvarjam s tem, kar obstaja na svetu, in svet sestoji zgolj iz tega, kar je predmet mojega ukvarjanja. Živeti pomeni živeti skupaj z neko okoliščino.
3. Ukvarjamo se z nečim, ker imamo določen smoter: vsako delo je ukvarjanje z nečim za določen cilj. Življenje pa kljub temu ni nikoli vnaprej določeno, saj je nepredvidljivo. Življenje je možnost in problem.
4. "Jaz" sem se odločil, da naredim tisto, kar delam: v odločitvi svojega ukvarjanja sem svoboden. Nič nam ni dano, zato je življenje dejansko bolj stvar "odločanja" kot "delanja". Življenje je predvidevanje in načrtovanje.
5. Če se odločim, je to zato, ker sem "svoboden, da nekaj izbiram", torej lahko izbiram. Bistvo je torej v tem, ali obstaja možnost izbire. "Odločimo se, ker živimo v svetu, ki ni hermetičen, temveč nudi različne možnosti.
6. Te možnosti niso neomejene, ker so odvisne od okoliščin. Človek mora izbrati "svojo" okoliščino.
7. Ker je naše življenje odločanje za to, kar bomo naredili, obstaja v bistvu našega življenja poseben časovni atribut: življenje je "vprihodnjevanje" (futurización).

Družba: Množica in manjšina (Upor množic, 1929)
Pojem "množičnega človeka" (hombre masa) se ne nanaša na nižji razred, temveč je vrsta osebe, ki si pripisuje vse pravice, ne pa obveznosti. Gre za nezrelo osebo, ki se ne sooča s problemi sprejemanja odločitev. "Manjšina" pa je tista, ki daje prednost pravicam in dolžnostim, kar zahteva večji napor. Predstavlja odličnost oziroma izrednost. Masa oz. množica polagoma pogoltne manjšino in posamezniki padejo vanjo, zato da ne bi bili predmet kritike. Množica ustanovi na ta način svojo družbo, svoje zakone in predpise; posledica tega je, da se demokracija ne more enako uveljaviti na vseh področjih.

## Vpliv
Ortegova filozofija je imela pomemben vpliv na raziskovalce, teologe, pesnike in pisatelje, kot so Antonio Machado, Ignacio Ellacuría, Manuel García Morente, Pedro Caba Landa, Joaquín Xirau, Xavier Zubiri, José Gaos, Francisco Ayala, María Zambrano, Pedro Laín Entralgo, José Luis López-Aranguren, Julián Marías (filozof, oče Javierja Maríasa), Adela Cortina, Félix Schwartzmann, José Ferrater Mora, Octavio Paz, Mario Vargas Llosa, Antonio Skármeta, Albert Camus, Paulino Garagorri in celo na ustanovitelja španskega fašizma (Falange): José Antonio Primo de Rivera. 
Ortegova dela, ki so najbolj vplivala na tako imenovano Generación del 27 (generacija 1927, v katero se uvrščajo pesniki kot Federico García Lorca, Pedro Salinas, Vicente Aleixandre, Dámaso Alonso, Manuel Altolaguirre, Rafael Alberti, Emilio Prados, Luis Cernuda, Gerardo Diego in Jorge Guillén), so España invertebrada (1921) in La deshumanización del arte / Razčlovečenje umetnosti (1925).
Ortega je leta 1923 ustanovil revijo Revista de Occidente, v kateri so intelektualci in umetniki z navdušenjem prebirali prispevke z vsega sveta. Revista de Occidente je brezdvomno najznačilnejša publikacija tako imenovane "srebrne dobe" (Edad de plata) španske kulture, ki je trajala do državnega udara Generala Franca.
Leta 1976 je José Ortega Spottorno, sin Joséja Ortege y Gasseta, ustanovil ugledni špaski časopis El País.

## Izbor del
- Meditaciones del Quijote (1914), slovenski prevod (2003, María Debevec Simčič in Zorko Simčič): Meditacije o don Kihotu (COBISS)
- Vieja y nueva política (1914)
- El Espectador (1916-1934), slovenski prevod (2010, María Debevec Simčič in Zorko Simčič): Opazovalec (COBISS)
- España invertebrada (1921)
- El tema de nuestro tiempo (1923)
- Las Atlántidas (1924)
- La deshumanización del arte e ideas sobre la novela (1925), slovenski prevod (1999, Veronika Rot): Razčlovečenje umetnosti (COBISS)
- Espíritu de la letra • Mirabeau o el político (1927, 1928–1929)
- ¿Qué es filosofía? (1928–29, objavljeno 1957)
- Kant (1929–31)
- ¿Qué es conocimiento? (objavljeno 1984)
- La rebelión de las masas (1929), slovenski prevod (1985, Niko Košir): Upor množic (COBISS)
- Rectificación de la República. La redención de las provincias y la decencia nacional (1931)
- Goethe desde dentro (1932)
- Viva la República (1933)
- Unas lecciones de metafísica (objavljeno 1966)
- En torno a Galileo (objavljeno 1942 pod naslovu Esquema de las crisis)
- «Prólogo para alemanes» (uvod tretjega nemškega ponatisa knjige El tema de nuestro tiempo. Objavljeno v španščini 1958)
- Historia como sistema (prva izdaja v angleščini: 1935. Španska verzija leta 1941 z esejem o rimskem cesarstvu El Imperio romano)
- Ensimismamiento y alteración. Meditación de la técnica (1939)
- Ideas y creencias • Sobre la razón histórica (predavanje v Buenos Airesu, objavljeno 1979)
- Teoría de Andalucía y otros ensayos • Guillermo Dilthey y la idea de vida (1942)
- Sobre la razón histórica (predavanje v Lizboni, 1944)
- Idea del teatro. Una abreviatura (predavanje v Lizboni, aprila 1946, v Madridu pa maja istega leta; objavljeno leta 1958)
- La idea de principio en Leibniz y la evolución de la teoría deductiva (1947, objavljeno 1958)
- Una interpretación de la historia universal. En torno a Toynbee (1948, objavljeno 1960)
- Meditación de Europa (predavanje v Berlinu leta 1949 z naslovom De Europa meditatio quaedam. Objavljeno 1960)
- El hombre y la gente (1957)
- Papeles sobre Velázquez y Goya (1950)
- Pasado y porvenir para el hombre actual (1962)
- Goya (1958)
- Velázquez (1959)
- Origen y epílogo de la filosofía (1960)
- La caza y los toros (1960)
- El origen deportivo del estado (1966)